# Drużyny (przystanek kolejowy)
Drużyny – nieczynny przystanek osobowy w Bartnikach, w gminie Brodnica, w powiecie brodnickim, w województwie kujawsko-pomorskim, w Polsce. Przystanek został zamknięty w dniu 1 października 1999 roku.